# Monument à Léon Gambetta (Paris)
Le Monument à Léon Gambetta de Jean-Paul Aubé, situé dans le square Édouard-Vaillant (20e arrondissement de Paris), est le vestige d'un ensemble monumental plus important aujourd'hui détruit.

## Histoire du monument

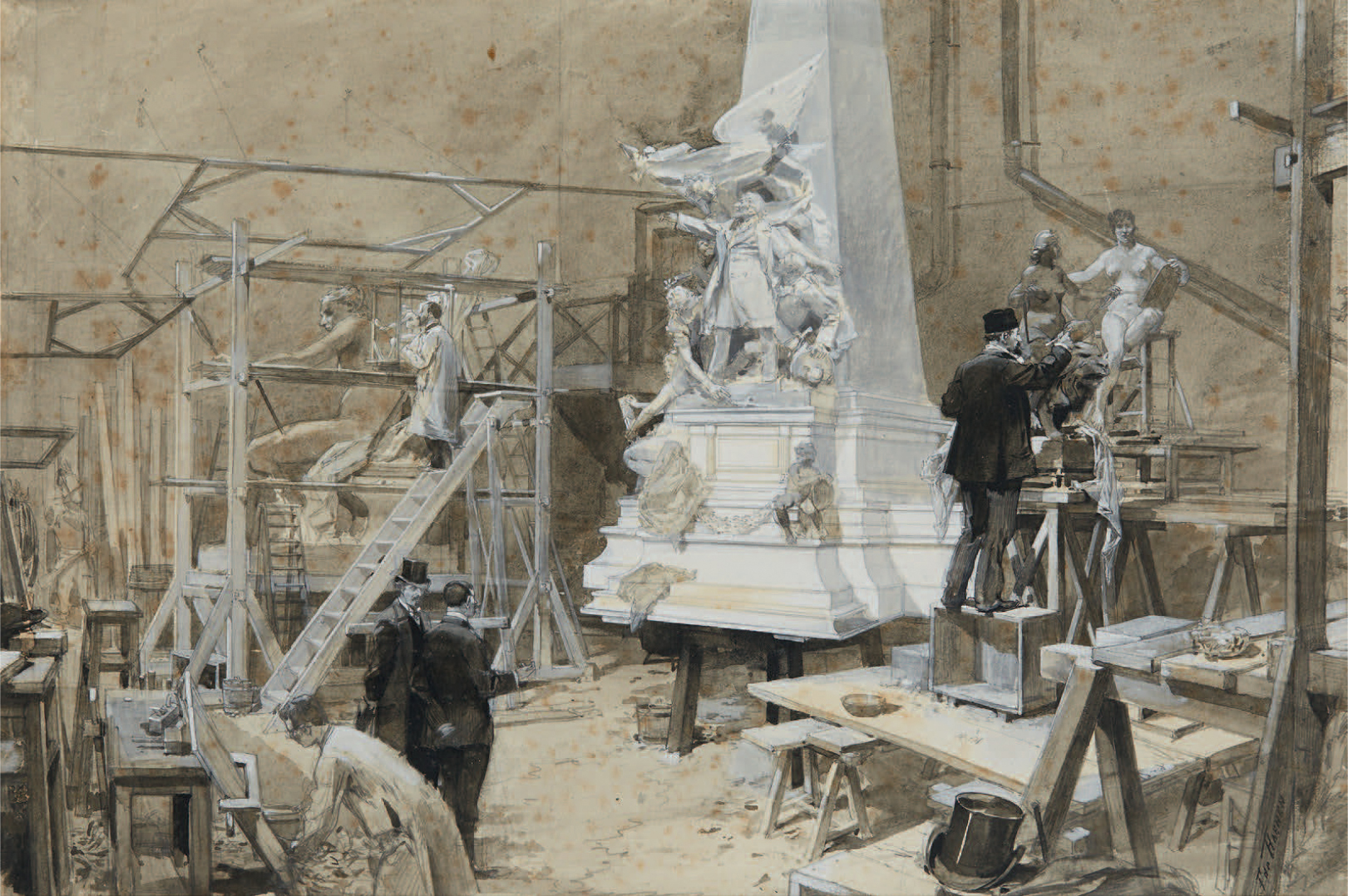
L'atelier de Jean-Paul Aubé. Monument à Gambetta en cours d'exécution, aquarelle de Frédéric de Haenen, 1886.

Résultat d'une souscription internationale lancée en 1884, un monument est construit en hommage à Léon Gambetta. Il est inauguré le 13 juillet 1888 dans le jardin des Tuileries. Décédé prématurément en 1882, Gambetta aurait eu 50 ans, et la République lui dédie pour cet anniversaire un monument imposant dans un des lieux les plus prestigieux de Paris.
Le monument était situé en avant de la cour Napoléon du palais du Louvre, face à l'arc de triomphe du Carrousel. Haut de 27 mètres, il est composé d'un pylône pyramidal dont la base est décorée d'un ensemble de figures allégoriques et d'ornements en bronze. Sur la face avant, à mi-hauteur, la statue de pierre de Gambetta devant le drapeau, entouré de plusieurs soldats et pointant l'index devant lui. Gravés sur le pylône, les épisodes glorieux de la vie du grand homme et des extraits de ses discours et, au sommet, une allégorie en bronze de la Gloire de la Démocratie assise sur un lion ailé.
Les sculptures de Jean-Paul Aubé (1837-1916) sont installées sur une architecture de Louis-Charles Boileau (1837-1914). La maquette en plâtre au 1/90e (128 × 36 × 40,7 cm) du monument datant du concours de 1884 est conservée au musée d'Orsay,.
La cour Napoléon était alors occupée par deux squares arborés. Dans celui du fond, une statue équestre de La Fayette avait été érigée en 1908. Le monument à Gambetta occupait le square qui ouvrait sur le passage des guichets du Louvre. En 1941, les éléments en bronze sont enlevés pour la récupération du métal par le régime de Vichy, dans le cadre de la mobilisation des métaux non ferreux. En 1954, les squares sont supprimés et les monuments enlevés afin de dégager la vision des façades. Puis cet espace est complètement remanié dans les années 1980 avec l'édification de la pyramide du Louvre.

## Réinstallation partielle et restauration du monument

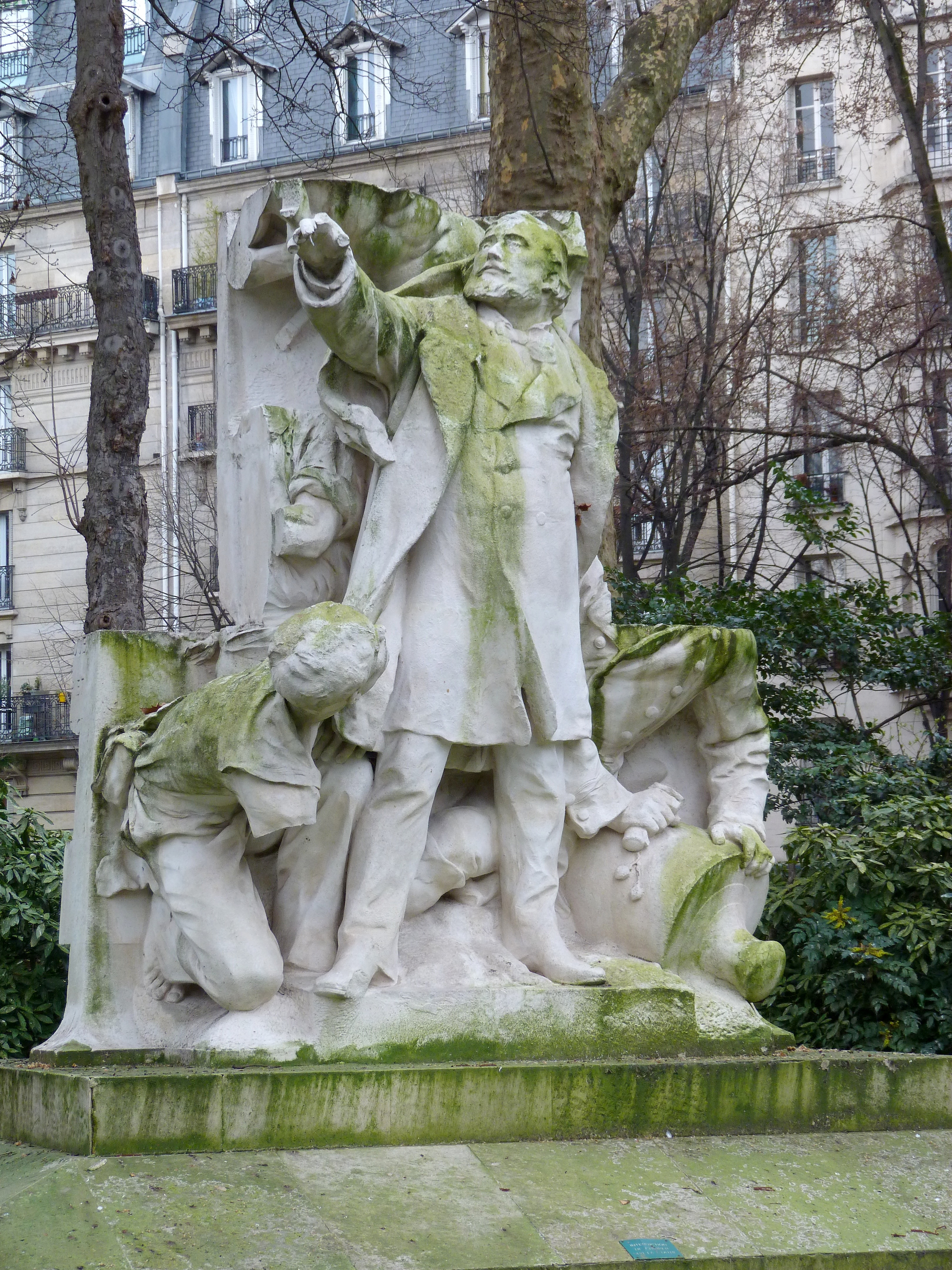
Le vestige du Monument à Léon Gambetta dans le square Édouard-Vaillant à Paris.

Déjà dénaturé par la perte de son décor de bronze, le monument à Gambetta est démonté et entreposé dans les réserves du musée du Louvre. En 1982, à l'occasion du centenaire de sa mort, une partie du groupe central est remontée dans le square Édouard-Vaillant, tout proche de la place Gambetta dans le 20e arrondissement. L'œuvre est inscrite à l'inventaire des œuvres d'art du ministère de la Culture. En 2008, la pierre qui s'était dégradée est restaurée par la direction des affaires culturelles de la ville de Paris.

## Autres monuments à Gambetta
La mort prématurée de Gambetta, au moment où la République devait s'affirmer et où la revanche après la défaite de la guerre de 1870 commençait à être un objectif national, fit que l'engouement à commémorer le grand tribun fut général.
À Cahors, sa ville natale, un monument est élevé en 1884 par Alexandre Falguière (1831-1900), qui avait lui aussi concouru sans succès pour le projet parisien. Une copie identique est érigée à Saïgon, cette dernière a disparu, et les éléments de bronze du socle de Cahors, comme ceux de Paris, sont partis à la fonte durant l'Occupation. Un des deux personnages accostant le socle de la statue de Saïgon est revenu en France et se trouve à l'école des fusiliers-marins de Lorient.
Jules Dalou (1838-1902), qui a également participé sans succès au concours pour le monument de la place du Carrousel en 1884, reçoit de la ville de Bordeaux en 1901 la commande d'un monument en hommage à Gambetta qu'il ne pourra pas terminer car il meurt en 1902. C'est Camille Lefèvre (1853-1933) et les praticiens de Dalou qui le termineront. Le monument est remis à la ville en 1904 et inauguré l'année suivante dans les allées de Tourny.